# Vicenza Calcio 2005-2006
Questa voce raccoglie le informazioni riguardanti il Vicenza Calcio nelle competizioni ufficiali della stagione 2005-2006.

## Stagione
Nell'annata 2005-2006 la squadra berica disputò il campionato di Serie B, ottenendo 49 punti con il 16º posto, mantenendosi così nella serie cadetta. Affidata a Giancarlo Camolese, il Vicenza chiuse il girone di andata con 24 punti, appena sopra la zona pericolosa. Anche nel girone di ritorno non partì bene, poi il Vicenza riuscì a battere Torino e Bologna, trascinata dal capitano Stefan Schwoch che a 37 anni segnò una doppietta e decise il derby con l'Hellas Verona chiudendo il torneo con 8 reti. Inoltre, durante la sosta natalizia del 2005 il 22 dicembre 2005, un dramma scosse la compagine vicentina: un incidente stradale coinvolse l'attaccante Julio Valentín González, che per le conseguenze subì l'amputazione di un braccio, costretto così ad abbandonare forzatamente il calcio giocato a 24 anni. Anche lui in stagione segnò 8 reti in 15 partite giocate, prima di subire il grave infortunio. Altri marcatori in campionato furono Benito Carbone con 5 reti, Alessandro Sgrigna e Roberto Vitiello con 4 reti, Simone Cavalli con 3, Andrea Fabbrini con 2 e Carlo Cherubini, Paolo Cristallini, Riccardo Fissore e Simone Padoin con 1 rete. Nella Coppa Italia tornata ad eliminazione diretta, il Vicenza uscì nel primo turno, perdendo (2-1) a Pavia.

## Rosa
| N. |                    | Ruolo | Calciatore         |
| -- | ------------------ | ----- | ------------------ |
| 1  | Italia (bandiera)  | P     | Giorgio Sterchele  |
| 2  | Italia (bandiera)  | D     | Roberto Vitiello   |
| 3  | Italia (bandiera)  | D     | Trevor Trevisan    |
| 4  | Italia (bandiera)  | C     | Davide Drascek     |
| 5  | Italia (bandiera)  | C     | Federico Crovari   |
| 6  | Italia (bandiera)  | D     | Riccardo Fissore   |
| 7  | Francia (bandiera) | A     | Julien Rantier     |
| 7  | Italia (bandiera)  | A     | Benito Carbone     |
| 8  | Italia (bandiera)  | C     | Paolo Cristallini  |
| 9  | Italia (bandiera)  | A     | Stefan Schwoch     |
| 10 | Italia (bandiera)  | A     | Alessandro Sgrigna |
| 11 | Italia (bandiera)  | A     | Andrea Fabbrini    |
| 12 | Italia (bandiera)  | P     | Nicola Spironelli  |
| 13 | Grecia (bandiera)  | D     | Evangelos Nastos   |
| 14 | Italia (bandiera)  | D     | Daniele Martinelli |
| 15 | Italia (bandiera)  | C     | Nicola Zanini      |

| N. |                       | Ruolo | Calciatore             |
| -- | --------------------- | ----- | ---------------------- |
| 16 | Spagna (bandiera)     | C     | Luis Helguera          |
| 17 | Argentina (bandiera)  | D     | Ruben Gerardo Grighini |
| 19 | Colombia (bandiera)   | A     | Massimo Margiotta      |
| 19 | Italia (bandiera)     | D     | Francesco Scardina     |
| 20 | Italia (bandiera)     | C     | Igor De Mattia         |
| 21 | Italia (bandiera)     | C     | Simone Padoin          |
| 22 | Italia (bandiera)     | P     | Sergio Marcon          |
| 23 | Portogallo (bandiera) | C     | Ricardo Esteves        |
| 24 | Paraguay (bandiera)   | A     | Julio González         |
| 25 | Serbia (bandiera)     | P     | Vlada Avramov          |
| 26 | Italia (bandiera)     | A     | Alessandro Turchetta   |
| 27 | Italia (bandiera)     | A     | Simone Cavalli         |
| 28 | Italia (bandiera)     | D     | Emanuele Pesoli        |
| 29 | Belgio (bandiera)     | C     | Marco Ingrao           |
| 30 | Italia (bandiera)     | D     | Carlo Cherubini        |
|    | Italia (bandiera)     | A     | Nicola Dal Bosco       |

## Risultati

### Serie B

#### Girone di andata
| Arbitro: | M. Mazzoleni (Bergamo) |

|            |           |             |
| Corona 56’ | Marcatori | 31’ Schwoch |

| Arbitro: | P.S. Mazzoleni (Bergamo) |

|                 |           |  |
| Cristallini 42’ | Marcatori |  |

| Arbitro: | Lops (Torino) |

|                                            |           |               |
| Bonfiglio 31’ Cammarata 37’ Matteini 90+4’ | Marcatori | 36’ Cherubini |

| Arbitro: | Rocchi (Firenze) |

|              |           |                                    |
| Gonzalez 76’ | Marcatori | 13’ Riccio 64’ Olivi 80’ Bocchetti |

| Arbitro: | Cassarà (Palermo) |

|  |           |                                 |
|  | Marcatori | 20’ (rig.) Schwoch 75’ Fabbrini |

| Arbitro: | Girardi (San Donà di Piave) |

|  |           |             |
|  | Marcatori | 43’ Noselli |

| Arbitro: | Racalbuto (Gallarate) |

|                          |           |  |
| Muzzi 42’ Stellone 90+1’ | Marcatori |  |

| Arbitro: | Pieri (Lucca) |

|  |           |                |
|  | Marcatori | 38’ Abbruscato |

| Arbitro: | Rosetti (Torino) |

|                                   |           |                   |
| Drascek 78’ (aut.) O. Russo 90+1’ | Marcatori | 58’, 62’ Gonzalez |

| Arbitro: | De Marco (Chiavari) |

|                                          |           |            |
| Pesoli 16’ Bellucci 30’, 90’ Pecchia 64’ | Marcatori | 78’ Padoin |

| Arbitro: | Herberg (Messina) |

|                           |           |           |
| Gonzalez 26’ Vitiello 71’ | Marcatori | 44’ Frick |

| Arbitro: | Rocchi (Firenze) |

|                                   |           |                |
| Vantaggiato 14’ Carrus 58’ (rig.) | Marcatori | 70’ B. Carbone |

| Arbitro: | Squillace (Catanzaro) |

|                                 |           |                             |
| Gonzalez 3’ B. Carbone 11’, 90’ | Marcatori | 29’ Ventola 33’, 73’ Soncin |

| Modena 7 novembre 2005, ore 20:45 14ª giornata | Modena         | 0 – 0 | Vicenza | Stadio Alberto Braglia\| Arbitro: \| Palanca (Roma) \| |
| Arbitro:                                       | Palanca (Roma) |       |         |                                                        |

| Arbitro: | Bertini (Arezzo) |

|  |           |            |
|  | Marcatori | 28’ Turati |

| Arbitro: | Stefanini (Prato) |

|                          |           |            |
| Gonzalez 34’ Fissore 82’ | Marcatori | 52’ Godeas |

| Arbitro: | Gava (Conegliano) |

|                          |           |                                      |
| Carparelli 22’ Job 90+5’ | Marcatori | 30’ (rig.) Schwoch 63’, 81’ Gonzalez |

| Vicenza 3 dicembre 2005, ore 16:05 18ª giornata | Vicenza         | 0 – 0 | Brescia | Stadio Romeo Menti\| Arbitro: \| Brighi (Cesena) \| |
| Arbitro:                                        | Brighi (Cesena) |       |         |                                                     |

| Arbitro: | Saccani (Mantova) |

|  |           |              |
|  | Marcatori | 49’ Vitiello |

| Arbitro: | Cassarà (Palermo) |

|             |           |                   |
| Fabbrini 8’ | Marcatori | 14’ (aut.) Nastos |

| Arbitro: | Herberg (Messina) |

|           |           |  |
| Motta 68’ | Marcatori |  |

#### Girone di ritorno
| Arbitro: | Marelli (Como) |

|                |           |  |
| Vitiello 90+5’ | Marcatori |  |

| Arbitro: | Rizzoli (Bologna) |

|                   |           |  |
| Ciaramitaro 45+1’ | Marcatori |  |

| Arbitro: | Gava (Conegliano) |

|  |           |              |
|  | Marcatori | 61’ Speranza |

| Arbitro: | Pantana (Macerata) |

|                        |           |             |
| Stamilla 10’ Olivi 55’ | Marcatori | 25’ Sgrigna |

| Arbitro: | Giannoccaro (Lecce) |

|  |           |                 |
|  | Marcatori | 45+1’ Paschetta |

| Arbitro: | Rocchi (Firenze) |

|  |           |                |
|  | Marcatori | 32’ B. Carbone |

| Arbitro: | Banti (Livorno) |

|                                               |           |                      |
| B. Carbone 17’ (rig.) Sgrigna 32’ Cavalli 61’ | Marcatori | 30’ Longo 74’ Rosina |

| Arezzo 11 febbraio 2006, ore 16:00 29ª giornata | Arezzo             | 0 – 0 | Vicenza | Stadio Città di Arezzo\| Arbitro: \| Preschern (Mestre) \| |
| Arbitro:                                        | Preschern (Mestre) |       |         |                                                            |

| Arbitro: | Ayroldi (Molfetta) |

|  |           |                        |
|  | Marcatori | 34’ Biso 90+3’ Mascara |

| Arbitro: | Bergonzi (Genova) |

|                          |           |  |
| Sgrigna 13’ Vitiello 67’ | Marcatori |  |

| Arbitro: | Cassarà (Palermo) |

|                             |           |  |
| Frick 17’ (rig.) Peluso 43’ | Marcatori |  |

| Arbitro: | Ciampi (Roma) |

|  |           |               |
|  | Marcatori | 55’ Santoruvo |

| Arbitro: | Brighi (Cesena) |

|               |           |  |
| Marcolini 72’ | Marcatori |  |

| Arbitro: | Gava (Conegliano) |

|  |           |                               |
|  | Marcatori | 12’ Graffiedi 30’, 75’ Bucchi |

| Arbitro: | Dondarini (Finale Emilia) |

|             |           |                        |
| Comazzi 83’ | Marcatori | 8’ (rig.), 14’ Schwoch |

| Arbitro: | Herberg (Messina) |

|                 |           |                    |
| Di Venanzio 74’ | Marcatori | 27’ (rig.) Schwoch |

| Arbitro: | Gabriele (Frosinone) |

|             |           |  |
| Schwoch 56’ | Marcatori |  |

| Arbitro: | Girardi (San Donà di Piave) |

|  |           |                                     |
|  | Marcatori | 35’ Schwoch 48’ Cavalli 73’ Sgrigna |

| Vicenza 13 maggio 2006, ore 16:00 40ª giornata | Vicenza            | 0 – 0 | AlbinoLeffe | Stadio Romeo Menti\| Arbitro: \| Tombolini (Ancona) \| |
| Arbitro:                                       | Tombolini (Ancona) |       |             |                                                        |

| Arbitro: | Banti (Livorno) |

|                                      |           |             |
| Danilevicius 69’ (rig.) Rastelli 71’ | Marcatori | 21’ Cavalli |

| Vicenza 28 maggio 2006, ore 15:00 42ª giornata | Vicenza            | 0 – 0 | Rimini | Stadio Romeo Menti\| Arbitro: \| Ayroldi (Molfetta) \| |
| Arbitro:                                       | Ayroldi (Molfetta) |       |        |                                                        |

### Coppa Italia
| Arbitro: | Brighi (Cesena) |

|                               |           |             |
| Napolitano 75’ La Cagnina 77’ | Marcatori | 89’ Schwoch |